# Mario Häring
Mario Häring (*  1989 in Hannover) ist ein deutsch-japanischer Pianist. 

## Leben und Wirken
Mario Häring stammt aus einer deutsch-japanischen Musikerfamilie und wuchs in Berlin auf. Im Alter von drei Jahren erhielt er Geigenunterricht und zwei Jahre später  Klavierunterricht. Schon während seiner Schulzeit begann er ein Musikstudium am Julius-Stern-Institut der Universität der Künste Berlin bei Fabio Bidini und studierte anschließend an der Musikhochschule Hannover bei Karl-Heinz Kämmerling und Lars Vogt. Zusätzlich absolvierte er Meisterkurse unter anderem bei Paul Badura-Skoda, András Schiff, Pascal Devoyon und Anatol Ugorski sowie Kurse als Stipendiat an der Internationalen Musikakademie Liechtenstein. Sein Studium schloss er 2017 mit dem Master-Examen ab. Stipendien erhielt er unter anderem von der Deutschen Stiftung Musikleben.
Häring ist Preisträger von verschiedenen Wettbewerben und gewann im Jahr 2018 den zweiten Preis sowie den Yaltah Menuhin Award beim Leeds International Piano Competition.
Mit den Berliner Symphonikern hatte er im Jahr 2003 sein Orchesterdebüt in der Berliner Philharmonie, wo er seitdem mehrfach auftrat. Er konzertiert als Solist, Kammermusiker sowie im Rahmen von Orchesterengagements in Europa, Japan, China, den USA und Namibia und trat unter anderem in der Laeiszhalle Hamburg, der Elbphilharmonie, dem Konzerthaus Berlin, der Kölner Philharmonie, der Suntory Hall und dem Tokyo Metropolitan Theatre auf. Außerdem gastierte er bei verschiedenen Festspielen wie den Schwetzinger Festspielen, Schleswig-Holstein Musik Festival, Braunschweig Classix Festival und Kissinger Sommer.
Seine Kammermusikpartner sind unter anderem Kian Soltani (Violoncello), Noé Inui (Violine), Cristina Gómez Godoy (Oboe), Pablo Barragán (Klarinette) und Emre Yavuz (Klavier).

## Diskografie
- Russian Moments. Werke von Rachmaninoff, Prokofieff, Kapustin (Ars Produktion; 2014)
- Identity. Werke für Violine und Klavier. Mit Noé Inui, Violine (Ars Produktion; 2015)
- ... les préludes sont des images'. Debussy (Ars Produktion; 2018)
- Extase. Werke von u. a. Debussy, Liszt, Wagner, Cage. Mit Clara Andrada de la Calle, Sharon Kam, Josefine Göhmann, Alexandre Castro-Balbi (Berlin Classics; 2024)